# توم بليك
توم بليك (بالإنجليزية: Tom Blake)‏ هو لاعب كرة قدم أمريكية أمريكي، ولد في 19 يوليو 1927 في Bushton, Illinois ‏ في الولايات المتحدة.

## وصلات خارجية
- توم بليك على موقع مرجع كرة القدم المحترفة.كوم (الإنجليزية)